# Петух (фильм, 2015)
«Петух» — российская короткометражная трагикомедия Алексея Нужного. Премьера состоялась в Москве 21 января 2015 года. Слоган — «Клюёт — значит любит».
Производство: Life Is Short, PinUp Production, FMP Group и «Отдел 13» при поддержке Cinelab, Colorcitchen, GR8, проекта «35 мм» и Planeta.ru.

## Сюжет
Аня после смерти своего возлюбленного оказывается на грани самоубийства. Неожиданно она встречает петуха и решает, что он похож на её умершего мужчину, и мысли о самоубийстве отброшены. Несмотря на всеобщее неодобрение и сопротивление, Аня решает начать супружеские отношения с петухом, в которого, по её мнению, переселилась душа её умершего Пети.

## В ролях
- Валентина Мазунина — Аня
- Николай Ковбас — Коля
- Юлия Салмина — менеджер супермаркета
- Яна Троянова — сотрудник ЗАГСа
- Павел Савинков — участковый
- Ярослав Штефан — покупатель
- Константин Демидов
- Константин Юшкевич — ВДВшник Глеб

## Съёмочная группа
- Режиссёр-постановщик: Алексей Нужный
- Второй режиссёр — Марина Темирова
- Сценаристы: Николай Куликов, Алексей Нужный, Артём Царегородцев (автор идеи)
- Оператор: Семён Яковлев
- Продюсеры: Кирилл Алехин (генеральный продюсер), Дмитрий Шаров, Наталья Бардакова (краудфандинг-продюсер), Кристина Чернова и сопродюсеры (Наталья Билан, Владислав Северцев, Диана Петренко, Маргарита Поганышева), Алексей Нужный
- Композитор: Василий Филатов

Бюджет фильма составил $50 000, которые были собраны краудфандингом. На сайте Planeta.ru согласились профинансировать съёмки картины 247 инвесторов. Фильм был продемонстрирован на XXXVII Московском международном кинофестивале во внеконкурсной программе «Уголок короткого метра» и IV фестивале Молодёжного кино «Будем жить!»
Фильм стал победителем II Международного фестиваля уличного кино.
Приз за лучший сценарий кинофестиваля Короче
Гран-при кинофестиваля Видеолайк